# NVIDIA SmartDimmer
SmartDimmer是由nVIDIA研發的智慧型顯示器背光調節技術，它能延長筆記型電腦電池的續航力，根據使用者的電腦電量自動調節顯示器的背光亮度。在顯示卡的驅動程式中，用家可通過其內建的蓄电量背光管理器來改變設定。

## 外部連結
- NVIDIA SmartDimmer 官方主頁（页面存档备份，存于）